# 広沢駒蔵
広沢 駒蔵（ひろざわ こまぞう）は、浪曲の名跡。
2代目、3代目は軽妙なけれん読みで人気を博した。

## 初代
広沢駒蔵（1889年 - 1937年2月11日）本名、高津芳太郎。
兵庫県淡路沼島の生まれ。広沢巌輔の門下。得意ネタは「玉川お芳」。関西でありながら関東節の高調子の三味線を初めて使った名人。
弟子には五月一朗。

## 2代目
広沢駒蔵（1906年5月 - 1969年3月11日）本名、高津梅太郎。
初代の甥で兵庫県淡路島津名郡（現在の淡路市）の生まれ。ケレン読みの大看板。

## 3代目
広沢駒蔵（1931年7月13日 - 2001年6月22日）本名、美崎正則。
大阪府羽曳野市の生まれ、子供の頃から江州音頭の櫓に上がる。1949年に2代目に入門し広沢駒太郎を名乗る。1961年に音楽ショウ「スカタンボーイズ」（第1次）の結成に参加。1970年に「スカタンボーイズ」を一人抜け浪曲に復帰。1972年に3代目駒蔵を襲名。音楽ショウ時代のアドリブを生かしたケレン読みで多くのレコードやカセットを販売。朝日放送ラジオの「おはよう浪曲」の初代司会者としても知られた。
浪曲復帰後は「木津勘助」「尾張春太郎」「左甚五郎」をよく演じていた。